# Tiroler Graukäse
Le gris du Tyrol, ou Tiroler Graukäse en allemand, est un fromage autrichien et italien à pâte pressée cuite, parfois persillée, originaire de la région du Tyrol. Fabriqué à partir de lait écrémé de vache, pasteurisé ou non, il est protégé par une appellation d'origine protégée depuis 1996. Sa particularité réside dans sa très faible teneur en matière grasse, et dans le fait qu'il est élaboré sans utiliser de présure.

## Description
Le gris du Tyrol se présente sous forme de tomes cylindriques ou de barres, pesant de 1 à 4 kg. Sa croûte est grise et craquelée, présentant parfois des moisissures. Au centre du fromage, la pâte est blanche et friable, parfois persillée si le fromage a été ensemencé par des moisissures. Vers l'extérieur, elle est plutôt grise, voire jaune lorsque le fromage est bien affiné. La consistance de la pâte et sa couleur peuvent varier en fonction de la provenance du fromage au sein du Tyrol. Les fromages fabriqués dans la basse vallée de l'Inn sont par exemple souvent plus crémeux et moins affinés que ceux provenant de la haute vallée de l'Inn. Le goût est fort, voir piquant pour les fromages les plus affinés.
Le gris du Tyrol a une teneur en matière grasse inférieure à 1 %, une teneur en protéine d'environ 33 % et une teneur en sel d'environ 2 %.

## Fabrication
Le lait utilisé pour fabriquer le gris du Tyrol provient de vaches nourries sans ensilage et élevées dans les alpages ou en vallée, dans le land du Tyrol en Autriche. Le lait, écrémé, peut être cru ou pasteurisé. Il est caillé à une température de 20 °C à 25 °C par simple ajout d'un ferment lactique qui acidifie le lait et déclenche sa coagulation. Contrairement à la plupart des fromages, le gris du Tyrol n'utilise pas de présure dans son élaboration. Le caillé est ensuite chauffé entre 50 °C et 55 °C et brassé lentement. Du sel et éventuellement des épices, comme du poivre, sont ajoutées avant le pressage. Les fromages sont ensuite affinés de 10 à 21 jours. Certains fromages peuvent être ensemencés par des moisissures, ce qui donnera une pâte persillée.

## Histoire
Le gris du Tyrol est un produit traditionnel du Tyrol qui permettait d'utiliser le lait écrémé restant de la production de crème et de beurre. Il est protégé à l'échelle européenne par une appellation d'origine protégée depuis 1996.

## Utilisation
Le gris du Tyrol est souvent mangé tel quel, par exemple sur une planche de fromages et charcuterie. Il entre aussi dans les ingrédients de nombreuses recettes traditionnelles du Tyrol telles que par exemple les Tyrolean Käsespätzle, spätzle au fromage, les Zillertaler Krapfen, sorte de raviolis fourrés au fromage, ou bien les Kaspressknödel, des knödels au fromage.